# Кодекс поведения должностных лиц по поддержанию правопорядка
Кодекс поведения должностных лиц по поддержанию правопорядка (англ. Code of Conduct for Law Enforcement Officials) — нормативно-правовой акт международного уровня, принятый 17 декабря 1979 года резолюцией 34/169 на 106 пленарном заседании Генеральной Ассамблеи ООН. Содержание документа сводится к установлению того, что те, на кого возложены полномочия по поддержанию правопорядка, обязуются уважать и защищать права человека по отношению ко всем лицам вне зависимости от их каких-либо признаков и различий. Кодекс запрещает проведение пыток, а также обязывает применение силы только в случаях крайней необходимости. Кодекс состоит из восьми статей, каждая из которых сопровождена комментариями.
После принятия документа Генеральная Ассамблея обратилась к правительствам различных стран для возможности ратификации документа и приведения их внутреннего законодательства в соответствии с данным документом. В резолюции 34/169, которой был принят кодекс, было особое внимание уделено характеру функций по поддержанию правопорядка в защиту общественного порядка и то, каким образом они осуществляются, оказывают непосредственное воздействие на качество жизни отдельных лиц, а также всего общества в целом.